# Macrosiphoniella yangi
Macrosiphoniella yangi är en insektsart. Macrosiphoniella yangi ingår i släktet Macrosiphoniella och familjen långrörsbladlöss. Inga underarter finns listade i Catalogue of Life.